# Alexis Mikhaïlovitch de Russie
Alexis Mikhaïlovitch de Russie, ou Alexeï Mikhaïlovitch Romanov, en russe : Алексей Михайлович Романов, né le 28 août 1875 à Tiflis, décédé le 2 mars 1895 à San Remo, fut grand-duc de Russie, membre de la Maison de Holstein-Gottorp-Romanov. Il fut un éminent philatéliste.

## Famille
Fils de Michel Nikolaïevitch de Russie et de Olga Fiodorovna.

## Biographie
En 1862, son père fut nommé vice-roi du Caucase, Alexis Mikhaïlovitch de Russie passa les six premières années de sa vie en Géorgie. Comme tous les membres masculins de la famille Romanov, Alexis Mikhaïlovitch de Russie fut destiné à une carrière militaire. Il reçut de la part de ses parents peu d'affection, son père très occupé par ses affaires gouvernementales et militaires fut peu présent dans la vie du jeune grand-duc. Sa mère exigea de ses enfants une stricte discipline, il dormit dans un lit de bébé en fer et prit des bains froids. Alexis Mikhaïlovitch de Russie fut éduqué à domicile par des professeurs privés. Cécile de Bade fut une mère distante, n'accordant aucune affection à ses enfants, elle fit régner une discipline de fer et fut la figure dominante de la famille. En 1882, son père fut nommé Président du Conseil d'État, avec ses parents, ses frères et sa sœur Alexis Mikhaïlovitch de Russie s'installa à Saint-Pétersbourg. Âgé de huit ans, il assista à une cérémonie au Palais d'Hiver, il regarda avec un grand intérêt les uniformes étrangers, tout particulièrement ceux des émissaires orientaux.
Alexis Mikhaïlovitch de Russie préféra la compagnie des enfants de son âge et joua très souvent avec les plus jeunes enfants du tsar Alexandre III de Russie, le grand-duc Michel Alexandrovitch de Russie et la grande-duchesse Olga Alexandrovna de Russie. Le grand-duc fut un garçon brillant au cœur généreux, d'une grande sincérité. D'après le témoignage de l'un de ses frères aînés le grand-duc Alexandre Mikhaïlovitch de Russie, Alexis Mikhaïlovitch de Russie fut intelligent et vif. Vers 1890, il commença à collectionner les timbres-poste. Il connaissait d'éminents collectionneurs, le Directeur du Musée de la Poste de Berlin, le personnel des revues philatéliques.
A dix-huit ans, Alexis Mikhaïlovitch de Russie était grand et mince, il fut un très beau jeune homme, toujours vêtu en uniforme.
Ses études d'officier de marine touchaient à leur fin, quand Alexis Mikhaïlovitch de Russie, selon le diagnostic fut victime d'un refroidissement, en réalité il souffrait de la tuberculose. Le grand-duc fut toujours de santé fragile. Son cousin, le grand-duc Cyrille Vladimirovitch de Russie dira plus tard : le père du grand-duc Alexis Mikhaïlovitch de Russie refusa le repos à son fils, insistant sur le fait qu'il était de son devoir de finir sa formation militaire.

### Décès
L'état de santé d'Alexis Mikhaïlovitch de Russie s'aggrava, il fut envoyé à San Remo en Italie où il décéda le 2 mars 1895.
Alexis Mikhaïlovitch de Russie fut inhumé dans son uniforme d'aspirant de la marine en la cathédrale Saint-Pierre et Paul à Saint-Pétersbourg. Dans ses Mémoires, le grand-duc Alexandre Mikhaïlovitch de Russie écrivit : Je me sentais plus proche d'Alexis que tout autre membre de ma famille, il dit encore ne pas avoir regretté la mort de son frère car Alexis souffrait cruellement dans l'atmosphère oppressante du palais et peut-être sa mort précoce lui épargna un sort pire encore.

## Distinctions
- 1875 : Ordre de Saint-André
- 1875 : Ordre de Saint-Alexandre Nevski
- 1875 : Ordre de l'Aigle blanc
- 1875 : Ordre de Saint-Stanislas (1re classe)
- 1875 : Ordre de Sainte-Anne (1re classe).

## Généalogie
Alexis Mikhaïlovitch de Russie appartient à la quatrième branche issue de la première branche de la Maison d'Oldenbourg-Russie (Maison Holstein-Gottorp-Romanov), elle-même issue de la première branche de la Maison de Holstein-Gottorp. Ces trois branches sont toutes issues de la première lignée de la Maison d'Oldenbourg. Il appartient à la branche agnate des Mikhaïlovitch.